# Ацитність
Ацитність (рос. ацитность, англ. acity) — величина, що характеризує кислотні властивості чистого рідкого розчинника та його здатність сольватувати йони.
Наприклад, для н-гептану вона дорівнює 0,00, для піридину 0,24, для води 1,00, для трифлуороцтової кислоти 1,72.